# 李玉雁
李玉雁（LIYUYEN），兩岸資深媒體人，出生於台北市。

## 學歷
- 中國文化大學新聞系畢業
- 英國利茲大學國際傳播學碩士
- 北京清華大學新聞與傳播學院博士

## 經歷
- 非凡財經台、真相新聞網、三立新聞台、中天新聞台、台視財經台等，擔任記者、主播、主持人、製作人職務。
- 澳亞衛視擔任新聞部總監及助理台長等職，工作經歷遍及兩岸三地。
- 2011年9月於北京清華大學攻讀博士學位。在馬英九總統上任後，兩岸關係趨於和緩、互動加強的背景下，李玉雁是第一位獲得北京清華大學博士學位的台灣電視新聞主播。目前在國立華僑大學新聞與傳播學院任教。